# بلوط إكستريمادوران
هو نوع من البلوط في عائلة الزانية ، موطنه البرتغال وغرب إسبانيا والمغرب.  تم وصفه لأول مرة من قبل أوتو كارل أنطون شوارتز في عام 1935. كما تم التعامل معه على أنه نوع فرعي من سنديان قوي . يوضع في قسم البلوط من إكستريمادورا  

## وصف
بلوط إكستريمادوران عبارة عن شجرة نفضية في الغالب (عندما تكون نادرًا ما تنضج أو شبه دائمة الخضرة) داخل القسم الفرعي بلوط الروبورويد  وبالتالي تشارك عددًا جيدًا من الميزات مع أقرب أقربائها البلوط القوي مثل تحمل أوراق سنية عريضة ومتعرجة قصيرة النتوءات ، وجوز طويل مائل. تتميز أيضًا بتشابه وثيق مع أعضاء آخرين في هذا القسم الفرعي كما يحدث مع براعم وفروع تومنتوز الصغيرة والأوراق الطويلة بشكل جيد التي تلوح بعدد كبير من الفصوص الضحلة مثل التي يمكن أن نجدها في سنديان الكناري.
نظرًا لحالة حفظها وميلها العالي للتهجين مع أي نوع من أنواع البلوط الأخرى المحيطة ، لا يزال من الصعب بالتأكيد إزالة العديد من الخصائص وتكمن تحت مناقشة علمية عميقة.

## توزيع
تم الاستشهاد به فقط في أماكن قليلة منتشرة في جميع أنحاء المنطقة الجنوبية الغربية من شبه الجزيرة الأيبيرية حيث ربما نجت الأنواع من عملية الجفاف المتزايدة التي حدثت في حوض البحر الأبيض المتوسط بعد التراجع البطيء للظروف الجليدية خلال التجلد الأخير و المعاناة من آثار ظاهرة الاختناق التي من الواضح أنها لم تسمح للسكان بالتصدي واستعادة البيئات المفقودة. وبالتالي ، فإن المواقع المذكورة للأنواع لا تحتوي إلا على فرد واحد إلى خمسة أفراد ، ولكن لا يمكن التغاضي عن حدوثها ، حيث تحدث من أورينسي في جنوب غاليسيا إلى شمال المغرب في ما لا يقل عن مائة جناح ، يظهر معظمها في الجزء الأوسط من البرتغال سواء على الساحل أو في الجانب الجبلي من المنطقة. على الحدود مع إسبانيا ، تم العثور عليها في إكستريمادورا وغرب الأندلس كونها أبعد مكان في عيد الفصح في سلسلة جبال سيرويلا ، باداخوز. 